# Dovhe, Vasîlkivka
Dovhe (în ucraineană Довге) este un sat în comuna Zelenîi Hai din raionul Vasîlkivka, regiunea Dnipropetrovsk, Ucraina.

## Demografie
Componența lingvistică a localității Dovhe
     Ucraineană (95,35%)
     Rusă (4,65%)
Conform recensământului din 2001, majoritatea populației localității Dovhe era vorbitoare de ucraineană (95,35%), existând în minoritate și vorbitori de rusă (4,65%).